# راشانت (خوفسگول)
راشانت (به زبان مغولی: Рашаант сум، [Rašaant sum]؛ ᠷᠠᠰᠢᠶ᠋ᠠᠨᠲᠤ ᠰᠤᠮᠤ، [rašiyantu sumu]) یک شهرستان (سُوم) در مغولستان است که در استان خوفسگول واقع شده‌است.

## تقسیمات اداری
شهرستان راشانت متشکل از ۵ قصبه (باغ) می‌باشد، شامل:
- اِنخ‌تال (مغولی: Энх тал баг، [Enx tal bag]؛ ᠡᠩᠬᠡ ᠲᠠᠯ᠎ᠠ ᠪᠠᠭ، [eŋke tal-a baɣ])
- ایخ‌آچ (مغولی: Их ац баг، [Ix ac bag]؛ ᠶᠡᠬᠡ ᠠᠴᠠ ᠪᠠᠭ، [yeke ača baɣ])
- تالین‌اوس (مغولی: Талын ус баг، [Talyn us bag]؛ ᠲᠠᠯ᠎ᠠ ᠢᠢᠨ ᠤᠰᠤ ᠪᠠᠭ، [tal-a-yin usu baɣ])
- تیل (مغولی: Тээл баг، [Teel bag]؛ ᠲᠡᠭᠡᠯᠢ ᠪᠠᠭ، [tegeli baɣ])
- چِنگِل (مغولی: Цэнгэл баг، [Cengel bag]؛ ᠴᠡᠩᠭᠡᠯ ᠪᠠᠭ، [čeŋgel baɣ])